# برد لوف (ورمانت)
برد لوف (به انگلیسی: Bread Loaf) یک منطقهٔ مسکونی در ایالات متحده آمریکا است که در Ripton واقع شده‌است. برد لوف ۴۳۸٫۰ متر بالاتر از سطح دریا واقع شده‌است.